# Dwars door België 1981
La Dwars door België 1981, trentaseiesima edizione della corsa, si svolse il 29 marzo su un percorso di 202 km, con partenza ed arrivo a Waregem. Fu vinta dal belga Frank Hoste della squadra Ti-Raleigh-Creda davanti all'olandese Cees Priem e all'altro belga Gerrit Van Gestel.

## Ordine d'arrivo (Top 10)
| Pos. | Corridore          | Squadra                     | Tempo    |
| ---- | ------------------ | --------------------------- | -------- |
| 1    | Frank Hoste        | Ti-Raleigh-Creda            | 5h58'00" |
| 2    | Cees Priem         | Ti-Raleigh-Creda            | a 1'12"  |
| 3    | Gerrit Van Gestel  | Capri Sonne                 | s.t.     |
| 4    | Leo van Vliet      | Ti-Raleigh-Creda            | a 3'25"  |
| 5    | Guido Van Sweevelt | Capri Sonne                 | a 4'20"  |
| 6    | Jacques van Meer   | HB Alarmsystemen            | s.t.     |
| 7    | Eddy Vanhaerens    | Boule d'Or-Sunair           | a 5'50"  |
| 8    | Jos Schipper       | HB Alarmsystemen            | a 6'05"  |
| 9    | Walter Dalgal      | Splendor-Wickes-Europ Decor | s.t.     |
| 10   | Walter Planckaert  | Splendor-Wickes-Europ Decor | a 6'30"  |